# Metalimnophila greyensis
Metalimnophila greyensis är en tvåvingeart som först beskrevs av Alexander 1925.  Metalimnophila greyensis ingår i släktet Metalimnophila och familjen småharkrankar. Inga underarter finns listade i Catalogue of Life.